# Vanazor
Vanazor (em armênio: Վանաձոր, Vanajor) é uma cidade e capital da província de Lorri, na Armênia. De acordo com o censo de 2011, havia 86 199 habitantes.